# Rosemary Leach
Rosemary Leach (Much Wenlock, 18 dicembre 1935 – Londra, 21 ottobre 2017) è stata un'attrice britannica, nota in patria per la sua carriera teatrale.

## Biografia
Diplomatasi alla Royal Academy of Dramatic Art di Londra, iniziò subito dopo a recitare all'Old Vic. Negli anni sessanta si fece conoscere al grande pubblico con ruoli televisivi come in The Power Gem. Partecipò agli adattamenti teatrali della BBC come Don Quixote con Rex Harrison e Otello di Bob Hoskins nel 1981.
Ottenne due candidature al BAFTA alla migliore attrice non protagonista: nel 1974 per That'll Be the Day e nel 1987 per Camera con vista. Nel 1982 vinse il Laurence Olivier Awards come migliore attrice per lo spettacolo teatrale 84 Charing Cross Road.

## Filmografia parziale

### Cinema
- That'll Be the Day, regia di Claude Whatham (1973)
- Camera con vista (A Room with a View), regia di James Ivory (1986)
- The Mystery of Edwin Drood, regia di Timothy Forder (1993)
- Che fine ha fatto Harold Smith? (Whatever Happened to Harold Smith?), regia di Peter Hewitt (1999)

### Televisione
- I gialli di Edgar Wallace (The Edgar Wallace Mystery Theatre) – serie TV, episodio 5x09 (1964)
- L'ispettore Barnaby (Midsomer Murders) - serie TV, episodio 4x02 (2001)

## Doppiatrici italiane
- Sonia Scotti in Camera con vista
- Rosalba Bongiovanni in Prince Williams